# コパカバーナ (リオデジャネイロ市)

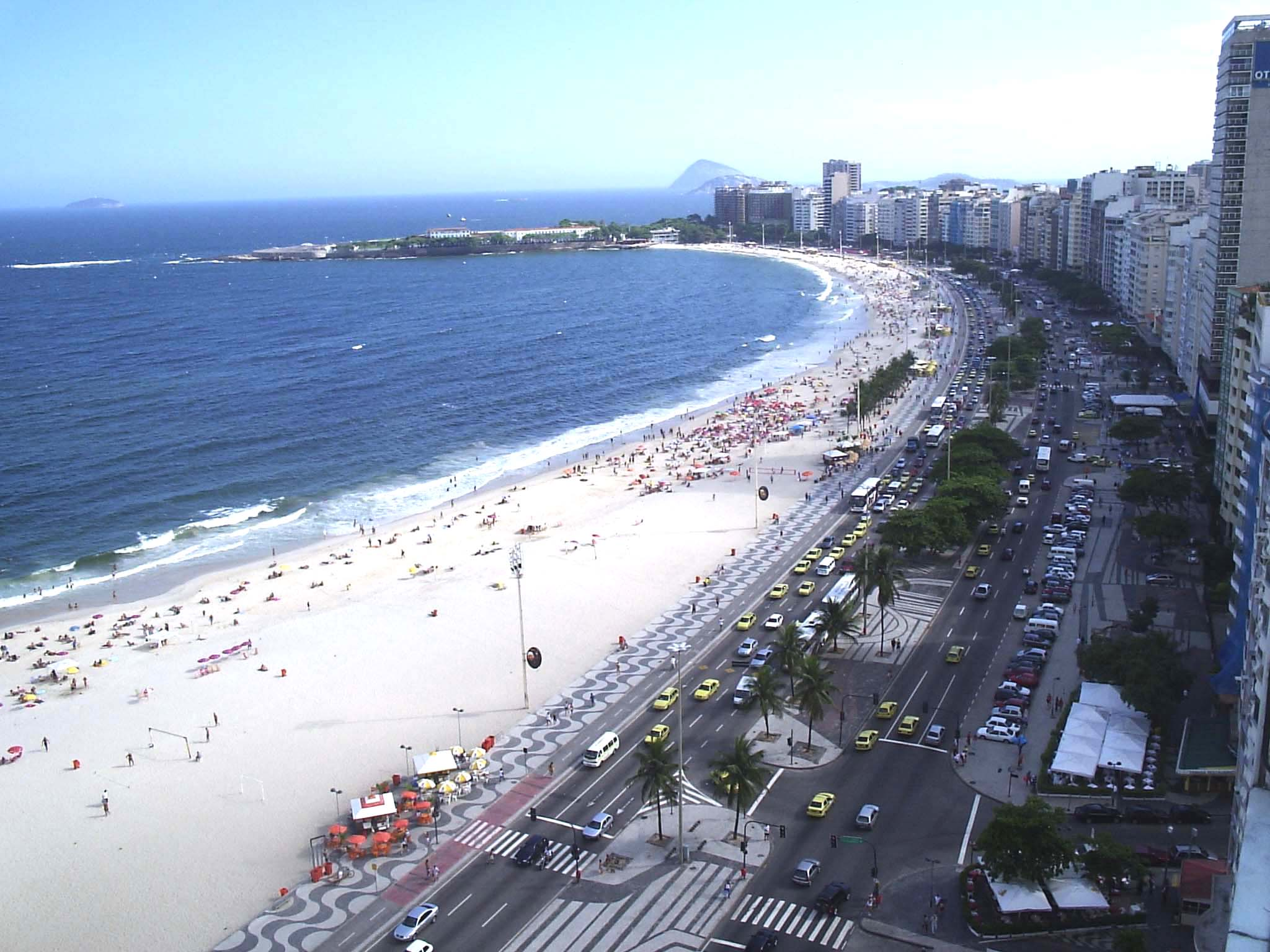
コパカバーナ

コパカバーナ（ポルトガル語: Copacabana）は、ブラジルのリオデジャネイロ市南東部に位置するリゾート地である。大西洋に面している。レーミからコパカバーナ要塞までの、全長約4キロメートルにわたる白い砂浜のビーチは世界的に知られ、コパカバーナ海岸、コパカバーナビーチとも呼ばれる。
コパカバーナの名前は、ボリビアのコパカバーナ(en)の聖母を記念する教会(en)が、19世紀に建設されたことに由来する。サーフィンのスポットとして知られるアルポアドールを挟む形で、イパネマ海岸と隣接している。
弓なりに続く海岸沿いにはモザイクが施された遊歩道が延び、ビーチに面したアトランティカ大通りにはホテルやブティック、レストランなどが建ち並ぶ。また、リオネジャネイロの高級住宅地としての一面もあり、数々の成功者達が挙って住む場所でもある。
マリンスポーツやビーチスポーツが盛んで、ビーチバレーやビーチサッカーの世界選手権、ワールドカップも開催された。フッチバレーはコパカバーナ発祥のスポーツである。
1994年の大晦日には、ロッド・スチュワートのコンサートが行われ、350万人を動員した。
2006年2月18日には、ローリング・ストーンズのコンサートが行われ、150万人を動員した。
2007年にはLive Earthの会場となった。
世界遺産「リオデジャネイロ:山と海との間のカリオカの景観群」（2012年登録）に含まれている。

## 関連事項

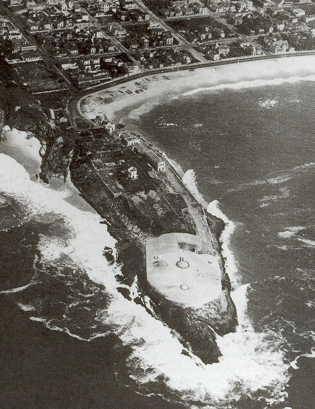
コパカバーナ要塞。

- レーミ （en:Leme (Rio de Janeiro)）
- コパカバーナ要塞 （pt:Forte de Copacabana）
- アルポアドール （Arpoador）
- コパカバーナ (ボリビア)（en:Copacabana, Bolivia）
- イパネマ （en:Ipanema）
- フッチバレー （en:Footvolley, pt:Futevôlei）
- アトランティカ大通り （pt:Avenida Atlântica）